# Ladekop
Ladekop, bestehend aus Westerladekop und Osterladekop, ist ein Ortsteil der Gemeinde Jork im Alten Land im niedersächsischen Landkreis Stade.

## Geografie und Verkehrsanbindung
Der Ort liegt südlich des Kernortes Jork an den Kreisstraßen K 26 und K 38. Die Entfernung zur nördlich fließenden Elbe beträgt 3,5 km, die Entfernung zur östlich verlaufenden Landesgrenze zu Hamburg 4,5 km. Nördlich liegt das 68 ha große Naturschutzgebiet (NSG) Borsteler Binnenelbe und Großes Brack. Südöstlich liegen das 1317 ha große NSG Moore bei Buxtehude und – auf Hamburger Gebiet – das 737 ha große Naturschutzgebiet Moorgürtel.
Die Landesstraße L 140 verläuft nördlich durch Jork. Südwestlich verläuft die A 26 und etwas weiter südlich die B 73.

## Bildung
- Grundschule „Am Westerminnerweg“ Außenstelle Ladekop[1]